# Physocyclus viridis
Physocyclus viridis là một loài nhện trong họ Pholcidae. Loài này được phát hiện ở Brasil.